# Silvio Soldini
Silvio Soldini (Milão, 1958) é um cineasta, diretor, roteirista e produtor cinematográfico italiano.